# Semmy Schilt
Semmy Schilt, også kendt som Sem Schilt, (født 27. oktober 1973) er en professionel hollandsk kickboxer, mixed martial kunstner, Ashihara karate praktiserende læge og fire gange (tre gange i træk) K-1 World GP Champion.
Han har også medvirket i flere film i mindre roller.

## Filmografi
| År   | Titel           | Rolle     |
| ---- | --------------- | --------- |
| 2008 | Transporter 3   | The Giant |
| 2011 | Amsterdam Heavy |           |
| 2011 | Nova Zembla     | Claes     |
| 2012 | Black Out       | Abel      |